# Rule, Britannia!

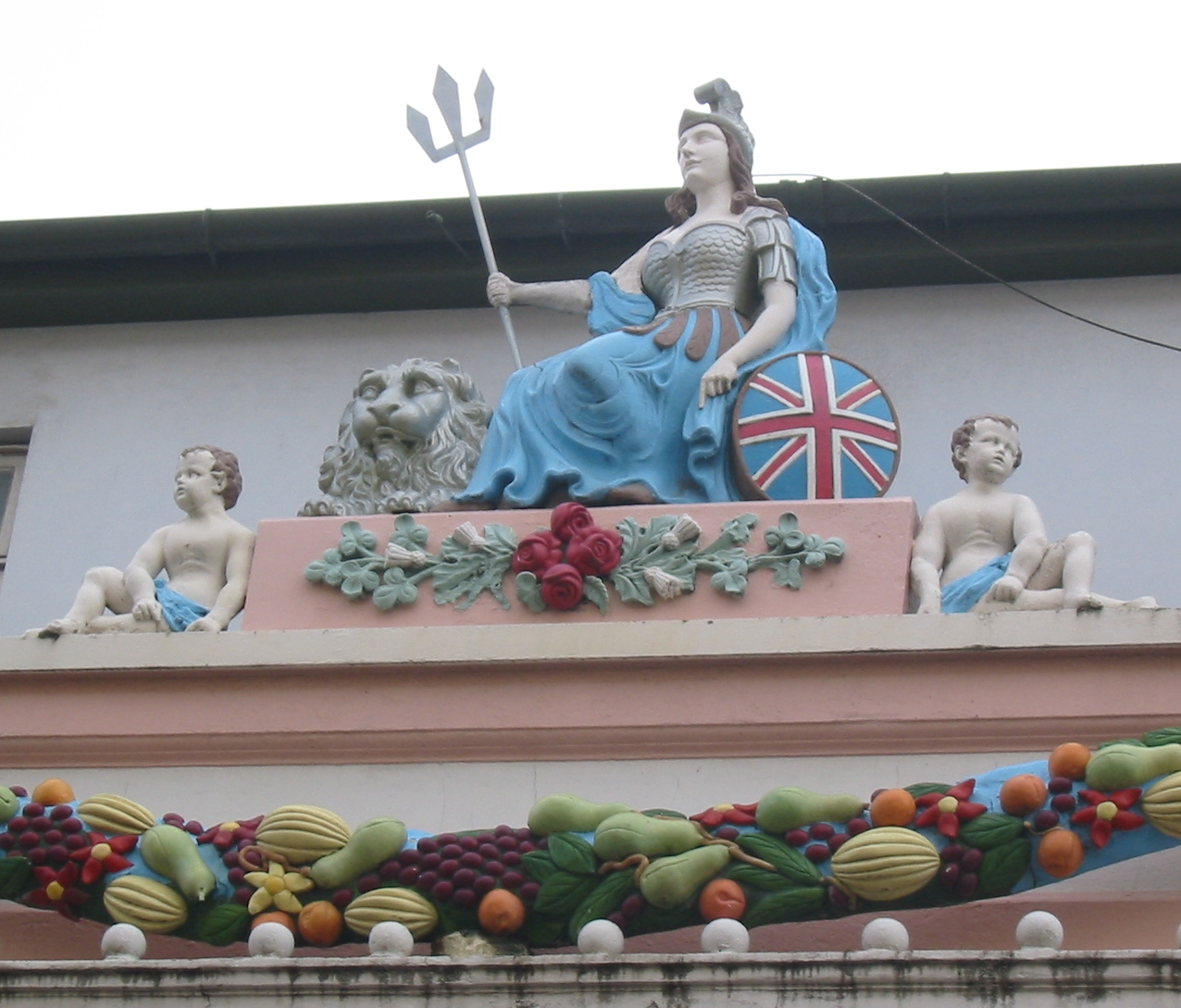
Britannia-Figur an einem Pub in Saint Helier, Jersey

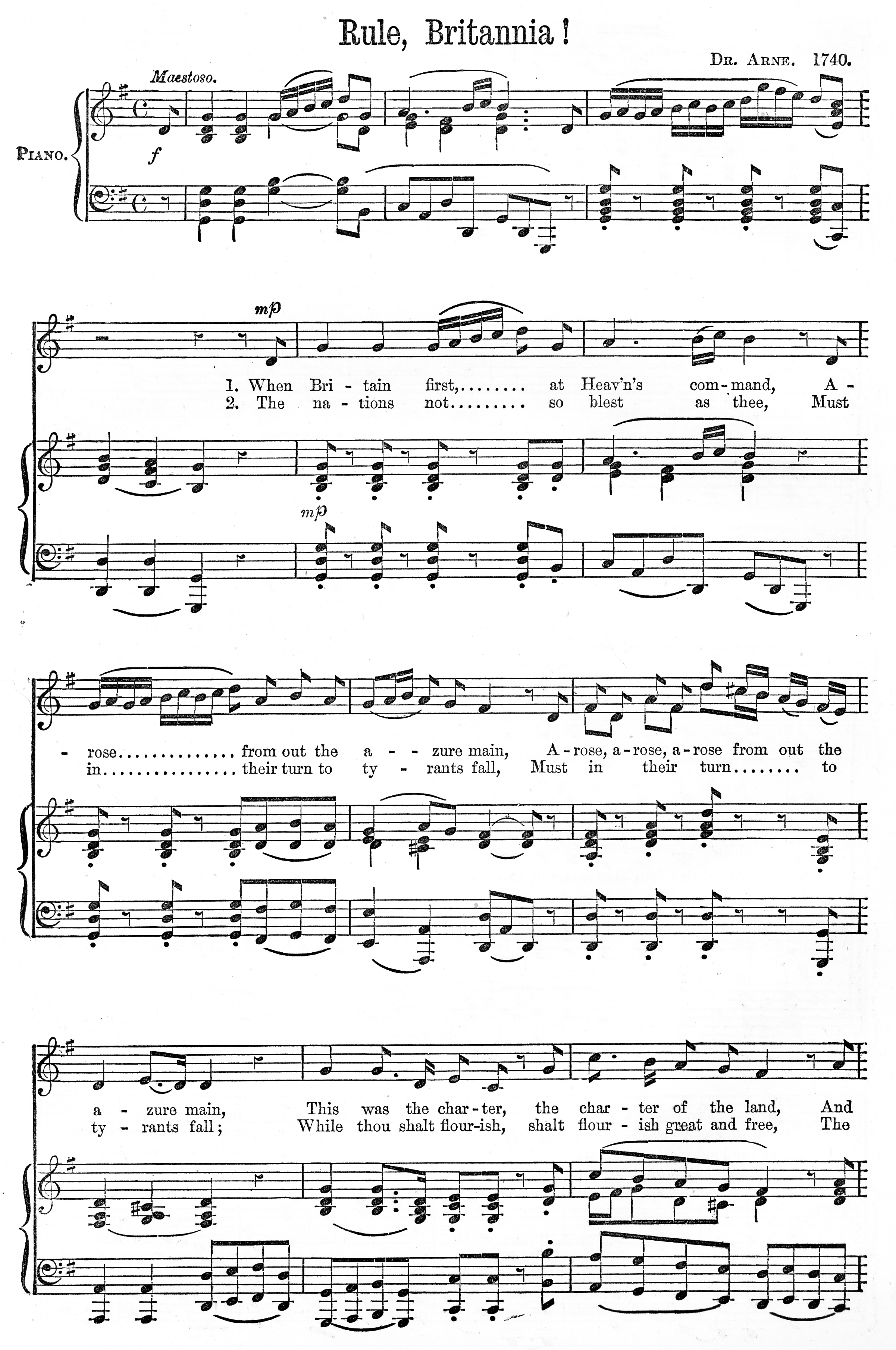
Notenblatt, Seite 1

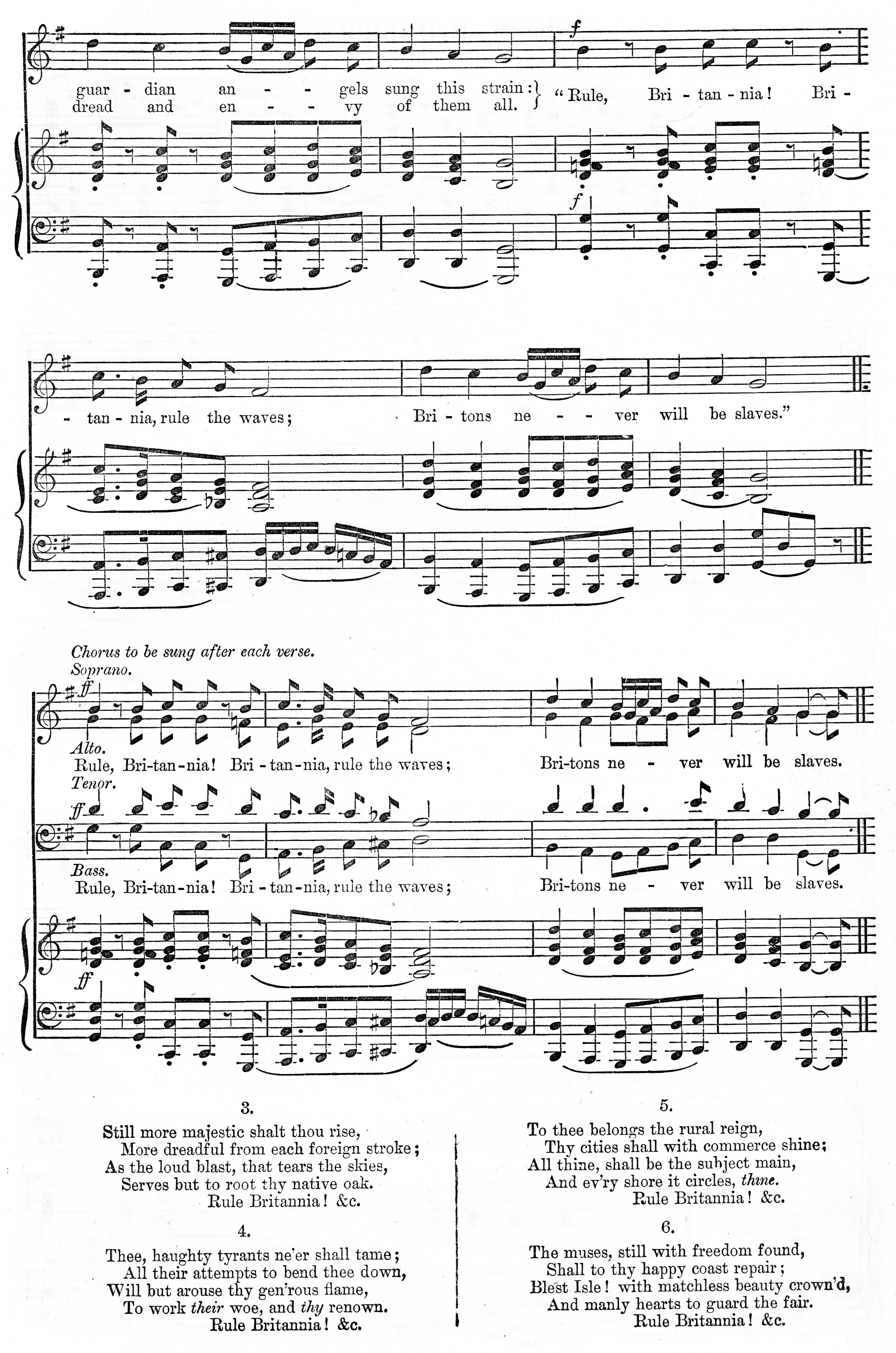
Notenblatt, Seite 2

Rule, Britannia! ist ein patriotisches Lied des englischen Komponisten Thomas Augustine Arne (1710–1778) und der Texter James Thomson und David Mallet. Es hat seinen Ursprung als Schlussgesang des Bühnenstücks Alfred, einer Masque von 1740.
Das Lied gilt als „inoffizielle Nationalhymne“ des Vereinigten Königreichs – offizielle Nationalhymne dieses und einiger anderer Commonwealth-Staaten ist God Save the King – und gehört zum festen Repertoire der Londoner Last Night of the Proms, bei der das populäre Arrangement von Malcolm Sargent gespielt wird.

## Geschichte
Das Libretto von Alfred und somit auch der Text von Rule, Britannia! wurde von James Thomson und David Mallet geschrieben – man kann heute nicht mehr herausfinden, wer was genau geschrieben hat – und wurde erstmals am 1. August 1740 auf dem Landsitz des Prince of Wales Friedrich Ludwig von Hannover in Cliveden (Buckinghamshire) aufgeführt. Der Originaltitel des Lieds ist A grand ode in honour of Great Britain/ When Britain first at heav'n's command.
Während die ersten drei der heute bekannten sechs Verse aus der Masque of Alfred stammen, wurden die anderen drei von Lord Bolingbroke 1755 für Mallets Masque of Britannia hinzugefügt.
Zum Zeitpunkt der Uraufführung teilte sich die britische Marine die Vorherrschaft auf See noch mit Franzosen und Niederländern. Punktuell operierten außerdem Barbaresken-Korsaren, die bei ihren Piraterie-Raubzügen, auch in Hafenstädten auf den britischen Inseln, Menschen als Sklaven nach Nordafrika verschleppten, was die Textzeile Britons never will be slaves inspirierte.
Im Pariser Frieden 1763 erhielt Großbritannien einen Großteil der französischen Kolonien in Nordamerika. Zwar gingen nach dem Amerikanischen Unabhängigkeitskrieg die Dreizehn Kolonien verloren (damit endete das Erste Britische Weltreich), aber 1805 besiegte Großbritannien Napoleon in der Schlacht von Trafalgar, und 1806 bis 1814 trotzte Großbritannien der von Napoleon verhängten Kontinentalsperre. Großbritannien erschloss sich neue Absatzmärkte (insbesondere in Nordamerika) – wieder zeigte sich die Bedeutung der Seefahrt. Nach Napoleons Ende begann Großbritanniens „imperiales Jahrhundert“ (1815–1914). Beim Wiener Kongress wurden einige Kolonien getauscht.
Nach dem Sieg über Frankreich hatte Großbritannien keine ernstzunehmenden Rivalen mehr (mit Ausnahme des Russischen Reiches in Zentralasien). Die auf See uneingeschränkt dominierenden Briten übernahmen die Rolle eines „Weltpolizisten“, eine später als „Pax Britannica“ bezeichnete Staatsdoktrin. Die Außenpolitik war vom Prinzip der „splendid isolation“ geprägt: Andere Mächte waren durch Konflikte in Europa gebunden, während die Briten sich heraushielten und durch die Konzentration auf den Handel ihre Vormachtstellung noch weiter ausbauten. Großbritannien beeinflusste dank der führenden Position in der Weltwirtschaft auch die Innenpolitik zahlreicher nominell unabhängiger Staaten; dazu gehörten China, Argentinien und Siam, die auch „informelles Empire“ genannt werden.
Später beschützte die Seeflotte Britannien vor einer Reihe von „haughty tyrants“ (hochmütigen Tyrannen) und „foreign strokes“ (ausländischen Schlägen), wie im Lied beschrieben.

## Verwendung des Liedes
Rule, Britannia! wird – wie die patriotischen Stücke Land of Hope and Glory und Jerusalem – traditionell von der BBC während der Last Night of the Proms (Abschlussveranstaltung der Promenadenkonzerte) aufgeführt und gewöhnlich von einem Gaststar gesungen, darunter auch schon von Bryn Terfel, Thomas Hampson, Della Jones, Gwyneth Jones, Kiri Te Kanawa, Jonas Kaufmann und Felicity Lott. Nachdem jedoch in vergangenen Jahren das Mitsingen des Liedes und anderer patriotischer Werke und das intensive Fähnchenschwingen des Publikums wiederholt als Sehnsucht nach imperialer Größe und Vergangenheit kritisiert wurden, so auch von Leonard Slatkin, wurde es einige Jahre nur noch in gekürzter Form aufgeführt. Im Jahr 2020 sollten die beiden inoffiziellen Hymnen, „Rule, Britannia“ und „Land of Hope and Glory“, bei den Proms nur instrumental zum Besten gegeben werden, worüber sich Briten, die sich als Patrioten fühlen, empören und der BBC vorwerfen, sich politischer Korrektheit zu beugen.
Durch diese Proteste und durch den neuen Direktor Tim Davie wurden sie dann aber doch gesungen.  1994 wurde das Lied bei der Last Night of the Proms in der Londoner Royal Albert Hall von Bryn Terfel – dem bekannten walisischen Bassbariton – gesungen, der dabei die dritte Strophe zur allgemeinen Überraschung auf Walisisch sang (siehe Weblinks). Dies tat er auch, als er das Lied 2008 erstmals wieder in der traditionellen Form aufführte.
Englische Fußballfans singen den Refrain jeweils bei Spielen der Nationalmannschaft.
In den späten 1990er Jahren bezeichnete das Wortspiel Cool Britannia ein wiederbelebtes und jugendliches Vereinigtes Königreich, das die britischen Medien durch die Wahl der New Labour-Regierung von Tony Blair entstehen sahen.

## Text

### Originaltext
| Englisch When Britain first, at Heav’n’s command, Arose from out the azure main, This was the charter of the land, And guardian angels sang this strain: \|:Rule, Britannia! Britannia rule the waves; Britons never will be slaves.:\| The nations not so blest as thee, Must in their turns to tyrants fall; While thou shalt flourish great and free, The dread and envy of them all. \|:Chorus:\| Still more majestic shalt thou rise, More dreadful from each foreign stroke; As the loud blast, that tears the skies, Serves but to root thy native oak. \|:Chorus:\| Thee haughty tyrants ne’er shall tame; All their attempts to bend thee down Will but arouse thy generous flame, To work their woe, and thy renown. \|:Chorus:\| To thee belongs the rural reign, Thy cities shall with commerce shine; All thine, shall be the subject main, And ev’ry shore it circles thine. \|:Chorus:\| The Muses, still with freedom found, Shall to thy happy coast repair; Blest Isle! With matchless beauty crown’d, And manly hearts to guard the fair. \|:Chorus:\| | Wortgetreue Übersetzung Als Britannien erstmals, auf Geheiß des Himmels, aus der blauen See entstieg, war dies die Gründung des Landes, und Schutzengel sangen diese Melodie: \|:Herrsche, Britannia! Britannia beherrsche die Wellen; Briten werden niemals Sklaven sein.:\| Die Nationen, die nicht so gesegnet sind wie du, werden mit der Zeit Tyrannen anheimfallen; während du blühen sollst groß und frei, zu ihrer aller Schrecken und Neid. \|:Refrain:\| Noch majestätischer sollst du aufsteigen, noch schrecklicher durch jeden fremden Schlag; weil das laute Krachen, das die Himmel zerreißt, nur dazu führt, deine eingeborene Eiche zu verwurzeln. \|:Refrain:\| Dich sollen hochmütige Tyrannen niemals zähmen; alle ihre Versuche dich niederzubeugen, werden nur deine edelmütige Flamme anfachen, und nur für deren Leid und deinen Ruhm sorgen. \|:Refrain:\| Dir gehört die Herrschaft über das Land, Deine Städte sollen im Glanze des Handels strahlen; Ganz dein soll sein das Meer als Untertan, und jedes Gestade dein, das es umschließt. \|:Refrain:\| Die Musen, noch mit Freiheit zu finden, sollen zu deiner glücklichen Küste zurückkehren; Gesegnetes Eiland! Mit einzigartiger Schönheit gekrönt, und mit mannhaften Herzen, die Schöne zu schützen. \|:Refrain:\| |

### Gesungene Fassung
Gesungen wird der 2. Vers und der 3. Vers jeder Strophe doppelt, teilweise in veränderter Form:
Englisch
When Britain first at Heav’n’s command
Arose from out the azure main;
Arose, arose, arose from out the azure main;
This was the charter, the charter of the land,
And guardian angels sang this strain;
|:Rule, Britannia! Britannia rule the waves!
Britons never will be slaves.:|
The nations not so blest as thee,
Must in their turns to tyrants fall,
Must in their turns to tyrants fall;
While thou shalt flourish, shalt flourish great and free,
The dread and envy of them all.
|:Chorus:|
…
Im Gegensatz zum ursprünglichen Text, bei dem im Refrain nur ein langgezogenes „never“ gesungen wird, ist es heute auch üblich, drei schnelle „never, never, never“ zu singen, auch wurde im Refrain will zu shall. Der Refrain ist daher meist Rule, Britannia! Britannia rule the waves! / Britons never, never, never shall be slaves.

## Weitere Verwendung des Liedes
- Die heutzutage verwendete Melodie ist Thema eines Satzes von Variationen über das englische Volkslied „Rule Britannia“ für Klavier (D-Dur) WoO 79 von Ludwig van Beethoven. Auch sein Orchesterwerk Wellingtons Sieg oder die Schlacht von Vitoria beginnt – nach einem Trommelwirbel – mit „Rule Britannia“.
- Richard Wagner bearbeitete das Thema „Rule Britannia“ in der Ouvertüre für Orchester in D-Dur (WWV 42) von 1837.
- Im Film In 80 Tagen um die Welt ertönen jeweils während der Szenen auf See verschiedene Variationen von „Rule Britannia“.
- Im James-Bond-Film Der Hauch des Todes hat 007 einen Schlüsselanhänger, der Betäubungsgas versprüht, wenn „Rule Britannia“ gepfiffen wird.
- In dem Film Das Mädchen Irma la Douce (1963) erklingt „Rule Britannia“ immer dann, wenn Lord X auftaucht, um Irma einen nächtlichen Besuch abzustatten.
- Im Film Mörder ahoi! (1964) lieferte Margaret Rutherford als Miss Marple eine Interpretation des Liedes. Ihre Original-Stimme ist auch in der deutschen Fassung auf der DVD des Films zu hören.
- Im Film Charlie staubt Millionen ab (1969) kommt das Lied mehrmals in instrumentaler Form vor.
- Der Liedtitel wurde von Daphne du Maurier (1907–1989) als Romantitel Rule Britannia verwendet.
- Der Punch veröffentlichte während des amerikanischen Sezessionskriegs eine Parodie Rule Slaveownia, eine Satire auf die Konföderation:

„When first the South, to fury fanned
Arose and broke the Union's chain,
There was the Charter, the Charter of the land,
And Mr Davis sang this strain:
Rule Slaveownia! Slaveownia rules and raves,
‚Christians ever, ever, ever shall have slaves‘.“

- Gelegentlich wird der Liedtitel mit „Waive, Britannia – Britannia waives the rules“ („Ignoriere, Britannia, Britannia ignoriere die Regeln“) persifliert.
- Mel Brooks verwendet die Melodie in einigen seiner Filme, wenn es eine Anspielung auf England oder Großbritannien gibt, etwa in Sein oder Nichtsein (1983), wenn die Hauptfiguren in London ankommen oder in Robin Hood – Helden in Strumpfhosen, wenn Robin Hood an der Küste Englands ankommt.
- In den PC-Spielen Ultima V: Warriors of Destiny, Ultima VI: The False Prophet, Ultima VII: The Black Gate und Ultima IX: Ascension (produziert von Origin Systems und später Electronic Arts) wird Rule Britannia immer beim Betreten des Schlosses von Lord British gespielt.
- Im Animationsfilm Cars 2 von Pixar wird eine Instrumentalversion des Stückes gespielt, als Lightning McQueen und Hook den Buckingham Palace betreten, um zu Hooks Ritterschlags-Zeremonie zu gelangen, und Hook versucht, die berühmten Wachen aus der Fassung zu bringen.
- Der frühere britische Wrestler David Boy Smith alias The British Bulldog verwendete das Lied in den 1990er Jahren während seiner Zeit in der US-amerikanischen World Wrestling Federation als Einzugsmusik.
- Im Film Meuterei auf der Bounty von 1935 ertönt Rule Britannia in der Abschlusssequenz.
- Im Film Meuterei auf der Bounty von 1962 ertönt die Hymne instrumental in der Szene des Ablegens und der Rückkehr Fletcher Christians vom Schiff auf die Insel Tahiti
- Im Film Basil, der große Mäusedetektiv von 1986 ertönt die Hymne instrumental in der Szene, in der die Königin der Mäuse zum ersten Mal erscheint.
- In der Netflix-Serie The Crown wird Rule Britannia in der 4. Staffel gesungen aus Freude über den Sieg im Falklandkrieg.
- Im Punk-Kult-Film Jubilee spielt Amyl Nitrate in der Eingangsszene zu Rule Britannia.
- Die deutsche Band Scooter nutzt den Refrain im Intro bei der Tour „Thirty! Rough and Dirty“.